# نه فرخنده
نُهِ فَرخُنده (به ژاپنی: 利息でござる！ Tono, Risoku de Gozaru!) یک فیلم است که در سال ۲۰۱۶ منتشر شد. از بازیگران آن می‌توان به سادائو آبه اشاره کرد.